# Едді Ван Гален
Едвард (Едді) Лодевейк Ван Гален (нід. Edward Lodewijk van Halen; 26 січня 1955, Неймеген — 6 жовтня 2020, Санта-Моніка) — американський гітарист голландського походження. Автор пісень, конструктор гітар та підсилювальної апаратури. Засновник (разом зі своїм братом Алексом) однойменного хардрок-гурту «Van Halen». Входить до списку «100 найкращих гітаристів усіх часів за версією журналу Rolling Stone».

## Життєпис

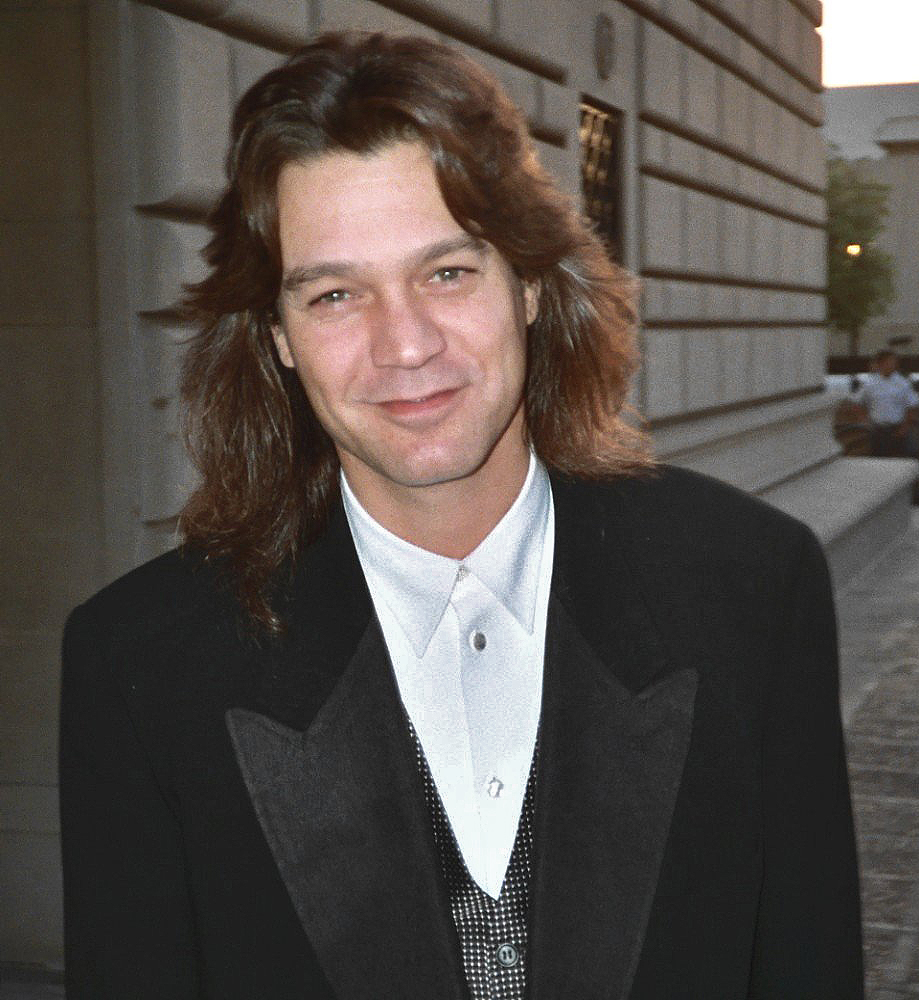
Ван Гален в 1993 році

Народився 26 січня 1955 року в нідерландському місті Неймеген. Батько Ян Ван Гален — професійний музикант — саксофоніст, кларнетист. Мати Еженія — уродженка острова Ява (Індонезія). Друге ім'я Лодевейк (нідерландська версія німецького імені Людвіг) батько дав своєму синові на честь композитора Людвіга ван Бетховена. Едвард продовжив цю традицію і назвав свого сина Вольфґанґом, на честь Вольфганга Амадея Моцарта. 1962 року, коли Едді було 7 років, сім'я емігрує в місто Пасадена, штат Каліфорнія, США, при цьому змінивши своє прізвище з van Halen на Van Halen.
Коли Едді був дитиною, він вчився грати на піаніно, як і його старший брат. Однак гра на піаніно не приваблювала його, одного разу Едді зізнався: «Хто хоче провести своє життя сидячи за піаніно? Це нудно!»
У той час як Алекс почав практикуватися грати на гітарі, Едді почав освоювати ударну установку. Але через деякий час брати помінялися інструментами і Едді став опановувати електрогітару.
Величезний вплив на молодого Едді мав гурт Cream. Він згодом казав, що він «знімав» всі соло партії Еріка Клептона «нота в ноту».
Едді говорив в інтерв'ю: «Я завжди вважав Еріка Клептона гітаристом, який мав на мене величезний вплив, але Джиммі Пейдж більше вплинув на мене в плані неймовірної енергетики гри на гітарі».
У жовтні 2012 року Ван Галена визнали найкращим гітаристом всіх часів за версією журналу Guitar World.
У Едді була відсутня третина язика, видалена в ході лікування від раку. Сам Едді підтвердив цю інформацію 2001 року.
6 жовтня 2020 син Едді Вольфґанґ повідомив, що його батько помер від раку язика.

## Заснування Van Halen
Спочатку гурт Van Halen називався «Genesis». Назву було змінено на «Mammoth», коли вони дізналися, що в Англії вже є гурт під назвою Genesis.
Склад гурту був таким: Едді Ван Гален (гітара), Алекс Ван Гален (ударні) і Марк Стоун (бас-гітара).
Вони не мали власних підсилювачів і їм доводилося орендувати їх у Девіда Лі Рота, Едді почав придивлятися до Девіда як до вокаліста, що, зокрема, дозволило б економити на оренді апарату.
Незабаром Майкл Ентоні змінив Марка Стоунера в ролі бас-гітариста і склад гурту було укомплектовано. Через деякий час назву гурту вирішили змінити тому, що Девід вирішив, що прізвище двох братів Ван Гален «звучить кльово», як наслідок, гурт перейменували на Van Halen.
До того, як почати грати власну музику, гурт виконував кавер-версії.
1976 року Джин Сіммонс опинився на концерті Van Halen. Він відчув потенціал молодого гурту і спродюсував демо, записане в одній зі студій Лос-Анджелеса.
1977 року гурт підписав контракт зі звукозаписною компанією Warner Bros Record.
Після декількох демозаписів, у жовтні 1977 гурт записав свій перший альбом, який вийшов 10 лютого 1978 року.

## Едді і Девід Лі Рот
З Девідом Van Halen випустили 6 студійних альбомів: «Van Halen», «Van Halen II», «Women And Children First», «Fair Warning», «Diver Down», «1984», але гурт мав проблеми щодо спільної і злагодженої роботи.
Едді запропонував Джину Сіммонсу свою кандидатуру на роль гітариста Kiss, які шукали заміну Ейсу Фрейлі.
Сіммонс і Алекс переконували Едді повернутися до творчості Van Halen, тому що Kiss вже знайшли заміну в особі Вінні Вінсента. Сіммонс радив Едді: «Якщо в гурті проблема в одній людині, то потрібно позбавлятися від цієї людини»
Незабаром гурт випустив свій альбом «1984», який піднявся на вершину хіт-парадів з синглом «Jump».
Інші сингли з цього альбому теж мали великий успіх, особливо Hot For Teacher.
Альбом піднявся на другу сходинку в списку Білборд. Його перевершив лише альбом Thriller Майкла Джексона, в якому Едді також брав участь. Едді можна почути в пісні Майкла Джексона «Beat It» з цього альбому.
Період творчості з Девідом вважають золотим віком Van Halen, хоча гурт все ще залишався комерційно успішним і популярним і після відходу Лі Рота.

## Поява Семмі Гаґара
З появою в гурті нового вокаліста Семмі Гаґара звучання змінили, щоб адаптуватися до значно сильнішого голосу. Едді став частіше використовувати клавіші в піснях (до чого частково підштовхнув колосальний успіх фільму 1984 року «Jump») і звучання гітари в цілому стало менш різким і агресивним. Через різку зміну звучання фанати жартома стали називати гурт «Van Hagar». Попри зміну звучання, гурт все ще залишався відомим і комерційно успішним.
Цікавим є те, що з новим вокалістом Van Halen кардинально змінили концертні виступи і сет-листи. Гурт з Семмі Гаґаром не виконував пісень, написаних у часи Лі Рота, за винятком таких хітів як «Aint Talkin` Bout Love», «Jump» або «Panama», але основну частину пісень становили пісні, написані вже з Семмі Гаґаром. Також гурт виконував дві пісні, написані Семмі ще до приходу у Van Halen, «I Can't Drive 55» і «Only One Way To Rock», в яких Семмі крім співу грав на другій гітарі.
Також на початку 90-х років Едді вже перестав використовувати так званий «brown sound», яким славилися Van Halen, відмовившись від використання підсилювача Marshall Plexi, який Едді використовував до 1990 року. Альбом 1991 року F. U. C. K. записувався з використанням підсилювача Soldano SLO100, який з'явився прообразом його власної моделі підсилювача Peavey 5150, на якому Едді грав пізніше.
Також Едді перестав використовувати свою гітару Frankenstrat і став користуватися гітарами моделі Wolfgang, розробленими спеціально для нього. Також у період з Семмі Гаґаром відзнято два DVD «Live Without a Net» 1986 року і «Live: Right Here, Right Now» 1991 року.

## Техніка гри на гітарі

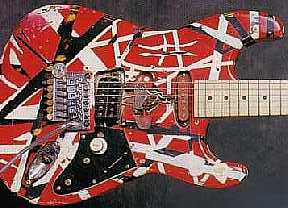

Едді Ван Гален відомий як винахідник особливого стилю гри на гітарі.
Едді вважається одним із перших популяризаторів тепінгу. Тепінг — це техніка виконання на електрогітарі, коли гітарист правою рукою добуває звук, вдаряючи пальцем по грифу, збуджуючи коливання струни.
Eruption — соло, виконуване на концертах Van Halen; містить частину, яка виконується тепінгом (ударами лівою і правою рукою по грифу гітари). Eruption стоїть на другому місці в списку найвизначніших соло за версією журналу Guitar World. Хоча Едді і не був винахідником тепінгу, флажолетів, широкого вібрато — поєднуючи всі ці прийоми у своїй грі, він розширив уявлення про гру на електрогітарі, здійснивши «революцію» в гітарному світі. Едді дуже вплинув на наступне покоління гітаристів, задавши «моду» на швидкісну і яскраву гру у 80-х роках 20-го століття. Едді також використовував тепінгові флажолети — прийом, за якого гітарист добуває флажолет ударом правою рукою по певному ладу на грифі.
Також Едді є одним з перших гітаристів, які стали використовувати тремоло-систему Floyd Rose. За допомогою цієї тремоло системи і разом з флажолетами Едді отримував звуки, які прозвали «horse sound» (англ. кінський звук) або «elephant sound» (англ. слонячий звук) за їх незвичайне і «дике» звучання. Едді був популяризатором системи Floyd Rose, завдяки йому тепер ці тремоло-системи дуже популярні серед гітаристів і встановлюються на гітари різних фірм і моделей.
Особливою популярністю користується його гітара Frankenstrat, зібрана ним самим.

## Дискографія
- Van Halen (1978)
- Van Halen II (1979)
- Women and Children First (1980)
- Fair Warning (1981)
- Diver Down (1982)
- 1984 (1983)
- 5150 (1986)
- OU812 (1988)
- For Unlawful Carnal Knowledge (1991)
- Live: Right Here, Right Now (наживо) (1993)
- Balance (1995)
- Best of, Volume I (збірник) (1996)
- Van Halen III (1998)
- The Best of Both Worlds (збірник) (2004)
- A Different Kind of Truth (2012)
- Tokyo Dome Live in Concert (наживо) (2015)